# Аасиаат (аэропорт)
Аасиаат (ИАТА: JEG, ИКАО: BGAA) — аэропорт, расположенный в одной морской миле (1,9 км) к северо-востоку от Аасиаата (коммуна Каасуитсуп, Гренландия). Аэропорт обслуживает авиакомпания Air Greenland.

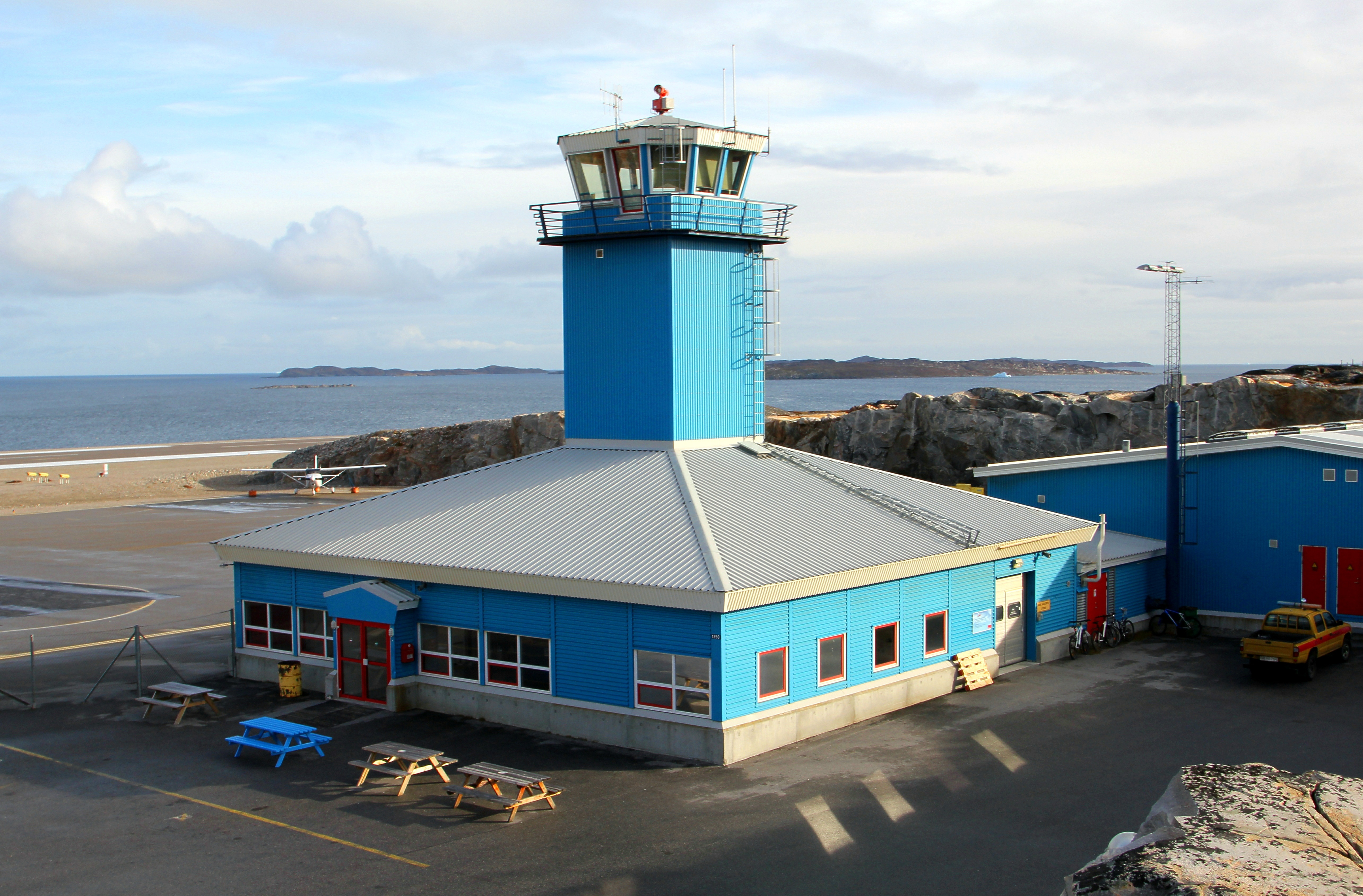
Общий вид на аэропорт

## Пункты назначения
Air Greenland работает в рамках госконтракта, совершая рейсы в деревни архипелага Аасиаат. В основном это грузовые рейсы, не фигурирующие в расписании, но билеты на них можно предварительно забронировать. Время отправления, указанное при бронировании, приблизительно и зависит от местного спроса на тот или иной день. 
Полёты в районе залива Диско осуществляются только в зимний и весенний период. Летом и осенью связь между населёнными пунктами осуществляется по морю паромом Diskoline.

## Наземный транспорт
В аэропорту есть возможность взять такси до центра Аасиаата, расстояние по дороге составляет 3 км.